# Dzwony wojny
Dzwony wojny (ang. The Passing Bells) – brytyjsko-polski serial telewizyjny w reżyserii Brendana Mahera, oryginalnie wyemitowany równolegle na stacjach BBC One i TVP1 w listopadzie 2014 roku.

## Fabuła
Akcja serialu rozgrywa się podczas I wojny światowej i pokazuje wydarzenia oczami dwóch młodych żołnierzy, Anglika Tommy’ego Edwardsa (Patrick Gibson) i Niemca Michaela Langa (Jack Lowden), którzy zaciągają się na ochotnika, wierząc, że wojna zakończy się w ciągu kilku miesięcy. Fabuła obejmuje okres od ostatnich dni przed wybuchem wojny do jej zakończenia.
Fabuła przedstawia rodziny obu chłopców, ich perypetie miłosne oraz losy przyjaciół i towarzyszy, których poznali podczas wojny. Ukazuje, jaki wpływ wywiera wojna na dwóch młodych mężczyzn i jakie żniwo zbiera na ich towarzyszach broni. Ścieżki głównych bohaterów przecinają się w określonych momentach fabuły, by doprowadzić ich do starcia w ostatnich chwilach wojny.

## Obsada
Źródło:
- Patrick Gibson – Tommy Edwards
- Jack Lowden – Michael Lang
- Erika Kaar – Joanna, młoda polska pielęgniarka, którą Tommy spotyka, gdy zostaje ranny
- Sabrina Bartlett – Katie, dziewczyna Michaela
- Brian Fletcher – Derek, nieletni brytyjski rekrut, którego Tommy bierze pod swoje skrzydła
- Jennifer Hennessy – Susan Lang, matka Michaela
- Simon Kunz – William Lang, ojciec Michaela, rolnik
- Amanda Drew – Annie Edwards, matka Tommy’ego
- Alex Ferns – David Edwards, ojciec Tommy’ego
- Hubert Burton – Cyryl, młody brytyjski żołnierz, który stara się zachować humor
- Matthew Aubrey – Kenny Bond, brytyjski żołnierz, który zostaje kapralem
- Wilf Scolding – Freddie, młody niemiecki żołnierz
- Mark Burghagen – Erich, gburowaty i defetystyczny żołnierz niemiecki
- Adam Long – Anthony, młody brytyjski żołnierz
- Ben McGregor – Kevin, młody brytyjski żołnierz
- Felix Auer – Lanzo, młody niemiecki żołnierz

## Produkcja
Serial został zapowiedziany przez BBC w październiku 2013 roku wraz z innymi programami, które miały upamiętniać setną rocznicę wybuchu I wojny światowej. Była to produkcja Red Planet Pictures z BBC Worldwide jako dystrybutorem. Zdjęcia do serialu kręcono w Polsce w następujących lokacjach: Modlin, Łódź (Księży Młyn), Warszawa (Bielany, Aleja Róż, Pałac Prymasowski),  Pęchery. Koproducentami była Telewizja Polska i Apple Film Production.
Serial emitowano o godz. 19:00, a scenariusz został napisany z myślą o młodszej publiczności i do oglądania przez całe rodziny. Tytuł został zaczerpnięty z pierwszego wersu wiersza Wilfreda Owena z 1917 roku pt. Anthem for Doomed Youth: „Jakie dzwony dla tych, którzy umierają jak bydło?”.